# Кроґуле
Кроґуле (пол. Krogule) — село в Польщі, у гміні Насельськ Новодворського повіту Мазовецького воєводства.
Населення — 153 особи (2011).
У 1975-1998 роках село належало до Цехановського воєводства.

## Демографія
Демографічна структура станом на 31 березня 2011 року:
|          | Загалом | Допрацездатний вік | Працездатний вік | Постпрацездатний вік |
| -------- | ------- | ------------------ | ---------------- | -------------------- |
| Чоловіки | 78      | 19                 | 55               | 4                    |
| Жінки    | 75      | 23                 | 36               | 16                   |
| Разом    | 153     | 42                 | 91               | 20                   |